# フェンダー (楽器メーカー)
フェンダー ミュージカル インストゥルメンツ コーポレーション（英語: Fender Musical Instruments Corporation、通称:フェンダー）は、アメリカ合衆国の楽器メーカー。1946年創業。主にエレクトリック・ギターやアンプの製造を行っている。2020年よりハワイのトヨタ自動車の販売会社Servcoグループ傘下企業になった。

## 概要
エレクトリックギター、エレクトリックベース、ギターアンプの製造販売を行う会社としては同じくアメリカ合衆国のギブソン社などと並んで世界でも屈指の企業として認識されている。また、ソリッドボディのエレクトリックギターを世界で初めて量産したことも知られている。本社はアメリカ合衆国アリゾナ州スコッツデールにあり、製造拠点としてカリフォルニア州のコロナ工場、メキシコ合衆国バハ・カリフォルニア州のエンセナーダ工場がある。カスタムショップの所在地や上位機種の製造はコロナ工場で行っており、その他、スクワイアやアーティストシグニチャーといった廉価版楽器の製造下請け会社としてサミックやサンハン、コルト、ダイナ楽器などが請け負っている。旧社名はFender Electric Instrument Manufacturing Company。なおフェンダー・アンプに関しては独立して別稿を設けているため、そちらを参照。

## 歴史

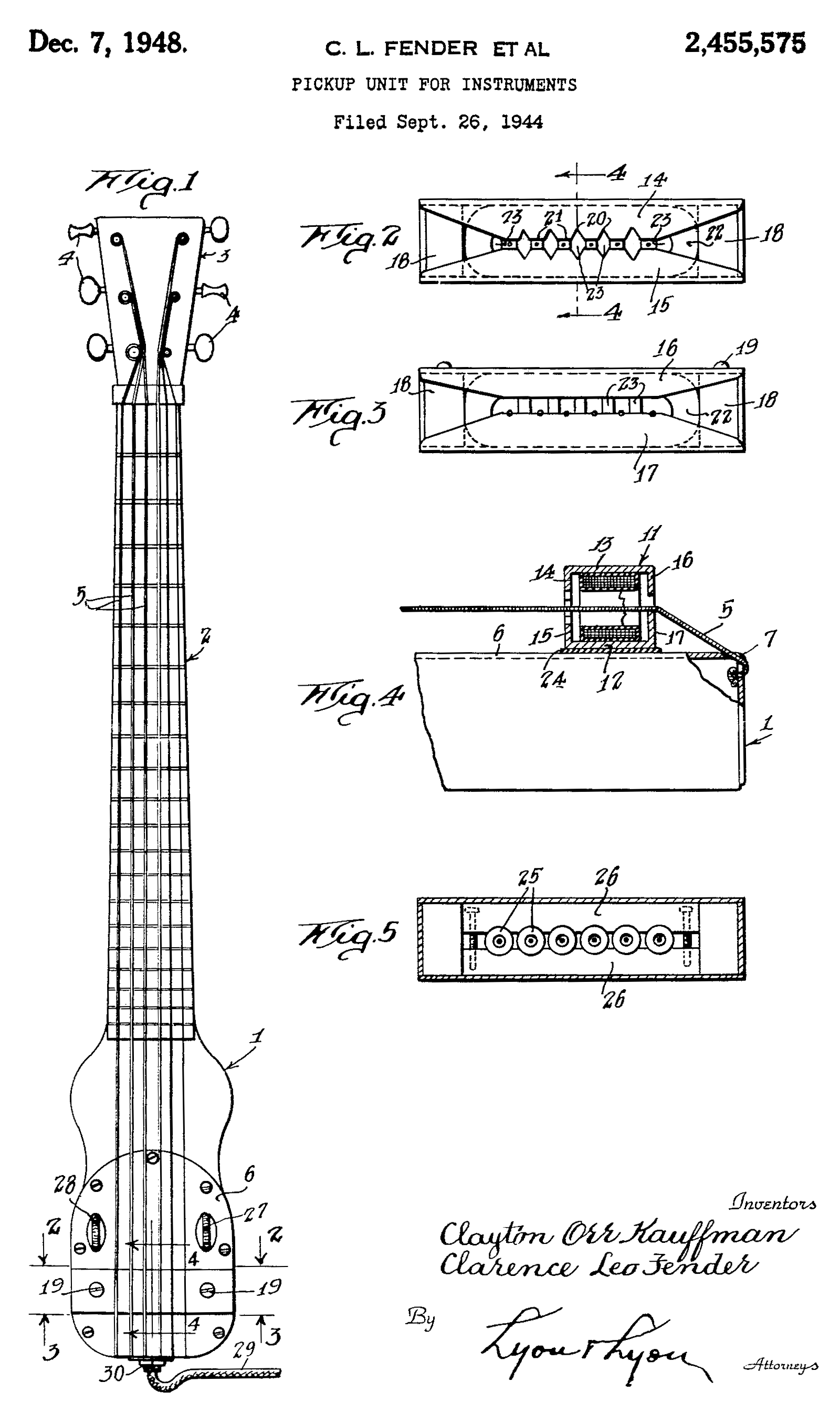
フェンダーが試作したラップ・スティールギターのスケッチ（1944年）

前身は1938年にレオ・フェンダーがカリフォルニア州フラートンで創業した「フェンダー・ラジオ・サービス（Fender's Radio Service）」で、ラジオ受信機や音響機器の修理を行っていた。1945年にレオはドク・カウフマンと共に「K&Fマニュファクチュアリング」を設立。スティール・ギターとアンプの製造を開始する。しかし1946年、カウマンとの共同経営は解消、1947年社名をフェンダー・エレクトリック・インストゥルメント・カンパニーに改名する。
エレクトリックギターは1920年代後半から数多くの製造業者によって作られていたが、それらの多くは胴体の部分が中空のホロウ・ボディと呼ばれる構造であった。また、ソリッド・ボディ（胴体部が中空でない構造）であってもリッケンバッカー社のハワイアン・ギターのように特殊な奏法向けであったり、ポール・ビグスビー製作の通称「ビグスビーギター」のようにオーダーメイドであったりしたため量産型のソリッドボディのエレクトリックギターは存在しなかった。ミュージシャン、発明家のレス・ポールもソリッドボディのギターの開発を進めていたがギブソン社からレスポールモデルが発売されたのは1952年からである。
フェンダーは1948年頃にソリッド・ボディのエレクトリックギターの試作品を完成させ、1949年にエスクワイヤーとして発表。1950年にはブロードキャスターを発表、1951年にテレキャスターに改称、その理由はグレッチ社のドラムに同音の商標（綴りは「Broadkaster」）のモデルが存在したからである。対応を迫られたフェンダー社は極短期間だがヘッドのデカールのモデル名を切り取って販売を続けた。これは通称「ノーキャスター」と呼ばれる。実質的にはテレキャスターが世界初の量産型のソリッドボディ仕様のエレクトリックギターと言える。同年世界初のエレクトリックベースであるプレシジョンベースを発表。フレットを採用し正確な音程を得ることができるプレシジョンベースは当時革命的であった。1954年にはストラトキャスターを発表。その後も1958年にジャズマスター 、1960年にはジャズベース、1962年に当時の最高級機種であるジャガーを発表するなど、現在も多くのミュージシャンに愛用されている名器を生み出した。
フェンダーのギターやベースの特徴としてソリッドボディの量産以外にボルトオンによるデタッチャブル・ネック方式が挙げられる。従来のセットネック方式（膠での接着）に比べ格段に修理などが容易になり、この方式は現在多くのギターメーカーで採用されている。
エレクトリックギター産業の先駆者として多くの楽器を発表したフェンダーだが、1965年にCBS社に売却され法人としての「フェンダー社」は無くなる。また、同年V.C Squier社を買収する。同時にレオは経営者から技術顧問として同社に残るものの、僅か数年で退社している。健康上の理由と新たに開発した技術を新体制のフェンダー社が積極的に採用しなかったためとも言われている。その後は楽器業界の低迷による売り上げの低下による業績不振、さらにフェンダー社製品の品質低下に加え、廉価なコピーモデルの横溢によって自社の市場が脅かされるなど企業として弱体化が進む事態を迎え、1980年代初め頃にはストラトキャスターなど看板商品が一時生産を終了するにまで至った。
1982年に日本での販売拠点として、フェンダーとフジゲンを筆頭株主とし、山野楽器や神田商会などが出資した株式会社フェンダージャパンを設立する。
1985年、CBS社の楽器部門の撤退により、ヤマハなどに在籍していたビル・シュルツを最高経営責任者に迎えてフェンダー社が再興される。同年に製造拠点を失っていたため、フジゲンの技術支援のもとコロナ工場を建設。
1987年に新たな工場拠点としてフェンダーとフジゲンでそれぞれ4800万円を共同出資し、メキシコ法人のフェンダーメキシコを設立する。同年にオーダーメイド部門のフェンダー・カスタム・ショップを設立した。
1997年にバブル崩壊後、多大な負債を抱えていたフジゲンがフェンダージャパンとフェンダーメキシコの株式を売却し、フェンダージャパンは吸収合併され消滅、フェンダーメキシコは完全子会社となる。
2012年に、経営難に陥り新規株式公開（IPO）を申請。同社は2.4億ドルの長期負債を抱えており、IPOで調達した資金は負債の返済に充てると見られている。IPO申請時の株式保有率は、米ウエストン・プレシディオが42.92％、山野楽器が14.28％、神田商会が12.85％となっている。その後の同年12月、ハワイの自動車販売を主をするサーブコ・パシフィックが米投資会社TDP Growth共同でウエストン・プレシディオの株式を取得し経営権を得た。
2015年3月20日、山野楽器との販売代理店契約を終了し、山野楽器と共に日本国内の広報や検品、流通業務を行ってきた株式会社フェンダー・プロモーション・ジャパンを閉鎖後、フェンダー単独で日本法人を立ち上げることが発表された。4月1日にはラルフ・ローレン・ジャパン元社長のエドワード・コールを代表としたフェンダーミュージックジャパン株式会社として新たに立ち上げられた。
6月、ナイキやディズニー・コンシュマー・プロダクツで代表を務めてきたアンディ・ムーニーがフェンダーのCEOに就任。

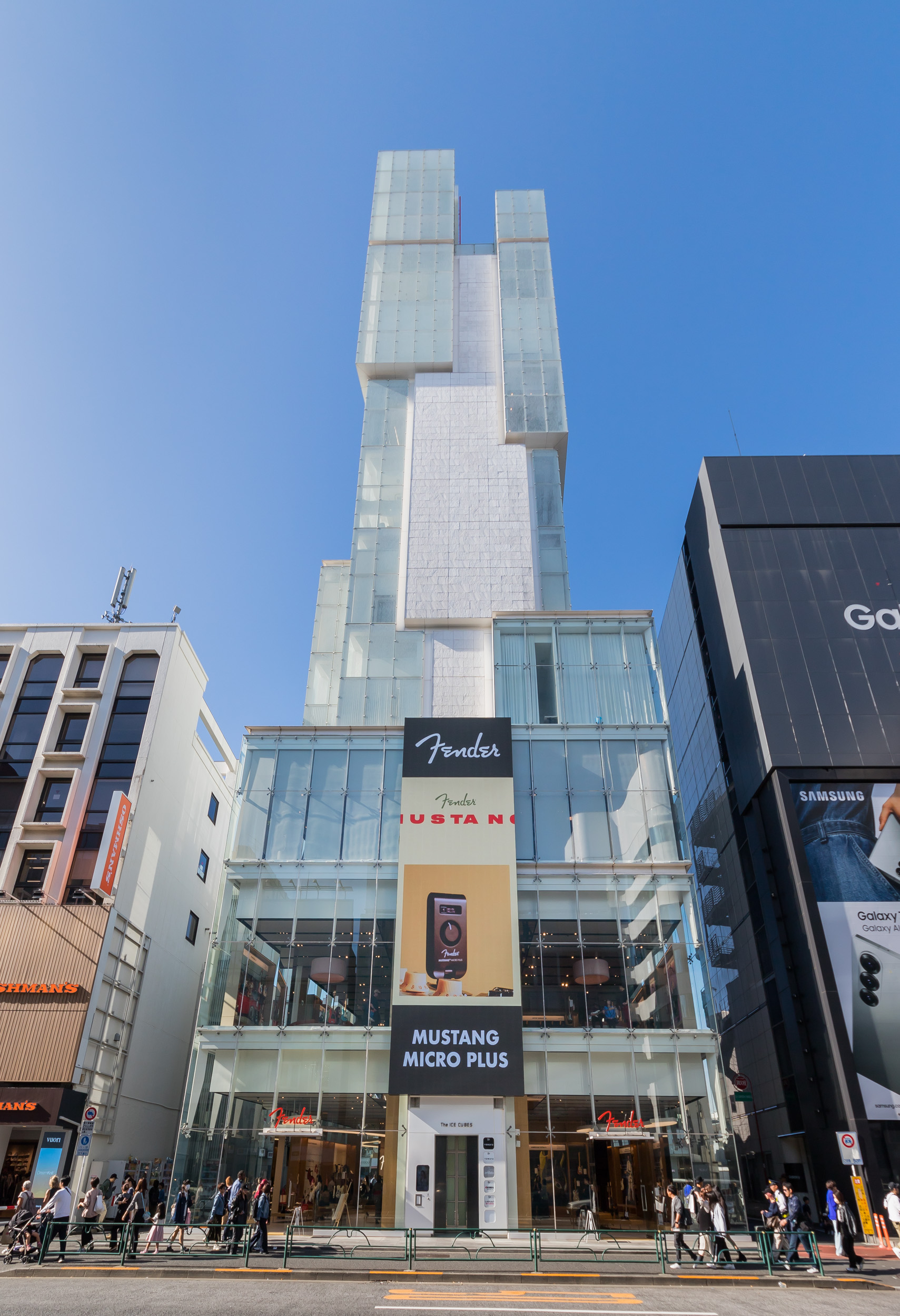
FENDER FLAGSHIP TOKYO

2020年1月、TDP Growth所有の株式をサーブコ・パシフィックが取得した事により株式の過半数の得て、経営権を掌握したことがプレスリリースされた。
2023年6月30日、世界初となる旗艦店「FENDER FLAGSHIP TOKYO」（読み：フェンダー フラッグシップ トウキョウ）を東京・原宿の商業ビル「THE ICE CUBES」にオープンした。店内は地下一階、地上三階の構成になっており、地下一階には、アコースティック・ギターやウクレレの展示、イベント・スペースや米・カリフォルニアのブランド「ヴァーヴ・コーヒー・ロースターズ（英語版）」とのコラボカフェ「FENDER CAFE powered by VERVE COFFEE ROASTERS」を設営。地上一階には新製品やアーティストのシグネチャ・モデル、FENDER FLAGSHIP TOKYO限定モデルと限定グッズ、フェンダーのアパレル・ブランド「F IS FOR FENDER」の商品を展示。地上二階にはフェンダーUSAやフェンダー・ジャパンのアンプを展示。また試奏用の防音ルームを完備。地上三階はフェンダー・カスタム・ショップ専用フロアで、アメリカから取り寄せた素材でオーダーメイド・ギターが製作できる「ドリームファクトリールーム」が設置されている。店内の内装設計は建築家ユニット「KDa」が手掛けている。

## フェンダー・カスタムショップ
フェンダー・カスタム・ショップはカリフォルニア州のコロナ工場の一角に構え、顧客からギター/ベースのカスタムオーダーを受注し製作する部署である。
レオ・フェンダーが去った後、楽器制作に精通したスタッフが乏しく技術力が低下していたため、1987年にフジゲンから杉本眞(現Sugi Guitars)らの技術指導チームを招き、ハイエンドを製造する前身の部署が設立された。またスタッフも外部からJohn Suhr、John Page、Larry L. Brooks、Michael Stevensら著名なビルダーを招き徐々に名声を広げていき、現在の形へとなった。あえて古い製法を復活させたり、レギュラーラインには使用されない銘木を使用したギター、長年の使用によって付いた傷や汚れ、錆などを再現し、使い込まれたような加工（エイジング加工）をする新たな技術を導入するなど、特別仕様となる。有名ギタリスト本人が使用しているアーティストモデル、及びユーザーから発注を受けた特注品、楽器ショーなどに展示されるワンオフ生産のギターはカスタムショップで製作されている。近年では、プロのアーティストが使用していたギターの傷や特徴などを細かく精査し、細密に再現した「トリビュートシリーズ」などがある。
マスタービルダーが手がける製品にはそれぞれのビルダーならではの嗜好や個性が反映された物が多く、昇進や異動等で製造職から離れたビルダーや、退社後に独立して自身のブランドを立ち上げるビルダーも数多く存在する。
役職としては以下の通り
| 役職                     | 説明 | 現在の就任者                                                                                       | 過去の就任者 |
| ------------------------ | --- | -------------------------------------------------------------------------------------------------- | --- |
| ディレクター             | マーケティングなど経営面でのカスタムショップの最高責任者。                                                                                        | トム・モンゴメリー                                                                                 | マイク・エルドレッド、アレックス・ニコラス、ジョン・ペイジ                                                                       |
| シニア・マスタービルダー | キャリアの長いマスタービルダーが就任する役職。 自身のギター製作を行う一方で、次期マスタービルダーの養成や、フェンダー社全体の製品開発に取り組む。 | ユーリ・シスコフ、トッド・クラウス、ステファン・スターン、ジョン・クルーズ                         | マイケル・スティーブンス、J.W.ブラック、ジョン・イングリッシュ、マーク・ケンドリック、フレッド・スチュワート、クリス・フレミング |
| マスタービルダー         | フェンダー最高位の職人が就任する役職。 著名ミュージシャンへの楽器製作・修理調整、顧客からのオーダー受付を主な業務とする。                         | デニス・ガルスカ、グレッグ・フェスラー、ジェイソン・スミス、ポール・ウォーラー、デイル・ウィルソン | アラン・ハメル、アート・エスパーザ、ジェイソン・デイビス、ジーン・ベイカー                                                       |
| チームビルド             | マスタービルダー以外でカスタムショップ製品の製作に携わる役職。 中には次期マスタービルダー候補生として修行に励む職人も居る。                       | | |

製品を大別すると以下の3種類
| 製品                          | 説明 |
| ----------------------------- | --- |
| チームビルド（TB）            | カタログ掲載モデルを中心とした、ほぼ全てのカスタムショップ製品の総称。 1950年代から続くフェンダーの分業制を現代に継承するラインナップ。 |
| チームビルド・カスタム（TBC） | カタログ外の仕様を持つセミ・オーダー・モデルの総称。 製作に従事するスタッフはチームビルドと同様。                                       |
| マスタービルド（MBS）         | マスタービルダー、及びシニア・マスタービルダーによって製作される製品の総称。 フェンダー社の頂点に君臨する最高級ラインナップ。           |

## 主な量産シリーズ
フェンダーは現在メインの生産拠点であるカリフォルニア州のコロナ市の工場と廉価版製造が主であるメキシコのエンセナダ市に自社工場を構えている。日本の楽器店等ではコロナ工場製造のものをフェンダーUSA、エンセナダ工場生産のものをフェンダーメキシコと呼んでいるが、ユーザーが呼称しているだけで実際にはそういった名称は存在しない。
| ブランド                 | 製造                  | 説明                                                                                            |
| ------------------------ | --------------------- | ----------------------------------------------------------------------------------------------- |
| Fender Select            | コロナ工場            | 2000年代になり加えられたフェンダーのハイエンドシリーズ。                                        |
| Fender American Elite    | コロナ工場            | American Deluxeのワンランク上として位置づけ生産されるシリーズ。アメエリの愛称で親しまれている。 |
| Fender American Deluxe   | コロナ工場            | American standardのワンランク上として位置づけされる。アメデラの愛称。                           |
| Fender American Standard | コロナ工場            | 万人向けの低価格な量産シリーズ。アメスタの愛称で親しまれている。                                |
| Fender American Special  | コロナ工場            | 初心者やティーン向けのアメリカ製廉価版シリーズ。                                                |
| Fender American Vintage  | コロナ工場            | 過去の製品の復刻版シリーズ。                                                                    |
| Fender Artist            | コロナ工場/ダイナ楽器 | アーティストシグニチャーモデルのシリーズ。                                                      |
| Fender Deluxe            | エンセナーダ工場      | Fender Standardのワンランク上の製品。                                                           |
| Fender Standard          | エンセナーダ工場      | 輸出用の低コスト量産シリーズ。                                                                  |
| Squier by Fender         | 中国、インドネシア    | 自社生産ではなく、サミックやコルトなどの韓国企業に発注して製造される新興国向けライン。          |

その他、傘下のブランドにはギルド、グレッチ、ジャクソン、シャーベル、ビグスビー、タコマ、SWR、SUNN等がある。2014年にギルド・ギター・カンパニーがコルドバ・ミュージック・グループに、Gretsch Drums、TOCA Percussion、Latin Percussion、KAT Percussion、Ovation Guitars、Gibraltar HardwareをDW（Drum Workshop）に売却。（グレッチギターはフェンダーが所有のまま）
2015年にはKMC Music（Ovation Guitarを製造していた企業。2008年にフェンダーに買収され、子会社になっていた）はJam Industriesに売却されている。

## フェンダー・ジャパン
1982年から2015年3月まで存在した、日本製造のフェンダー社ライセンス商品に冠されたブランド。

### フェンダー・ジャパン株式会社(1982年-1997年)

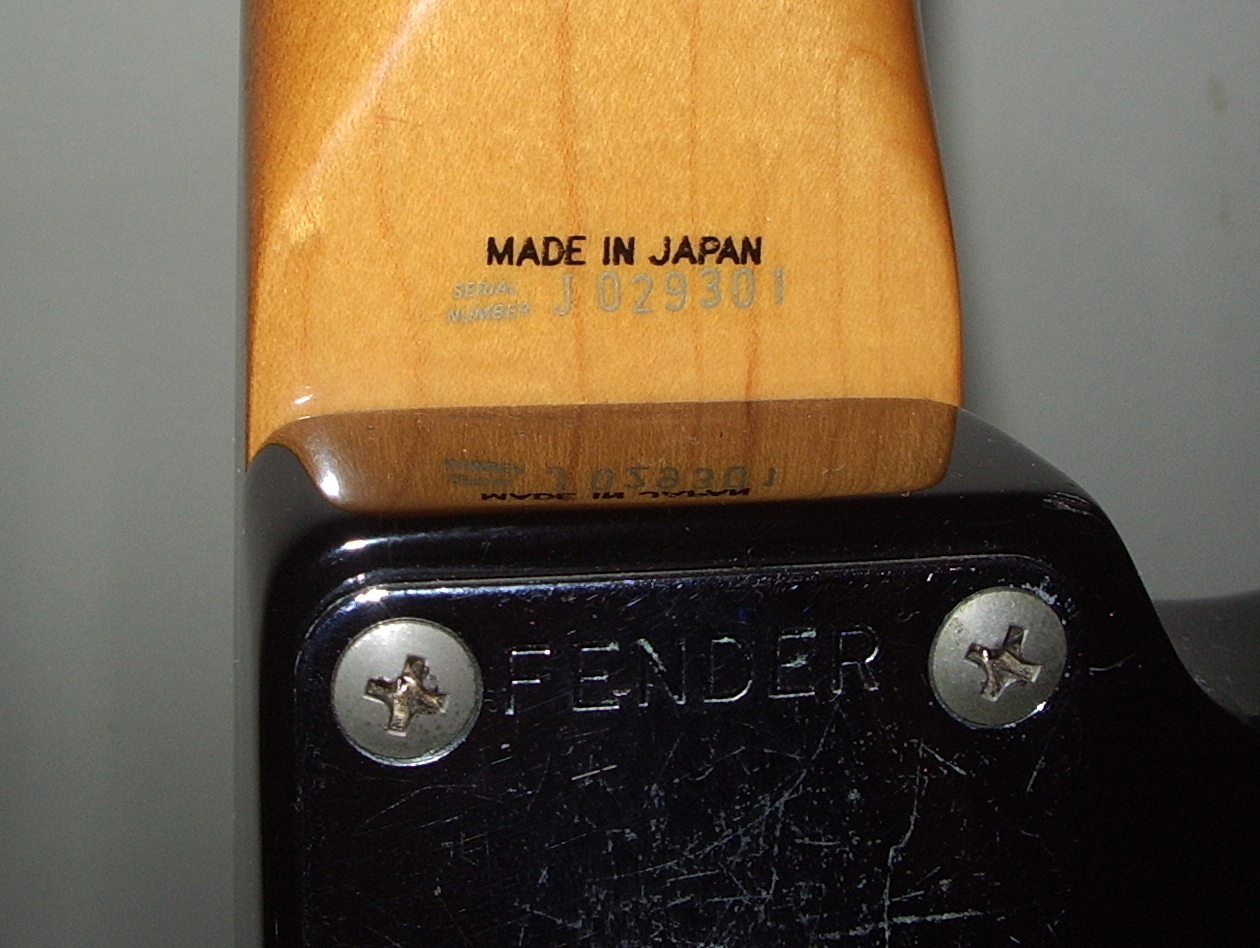
1997年以前のシリアルナンバー

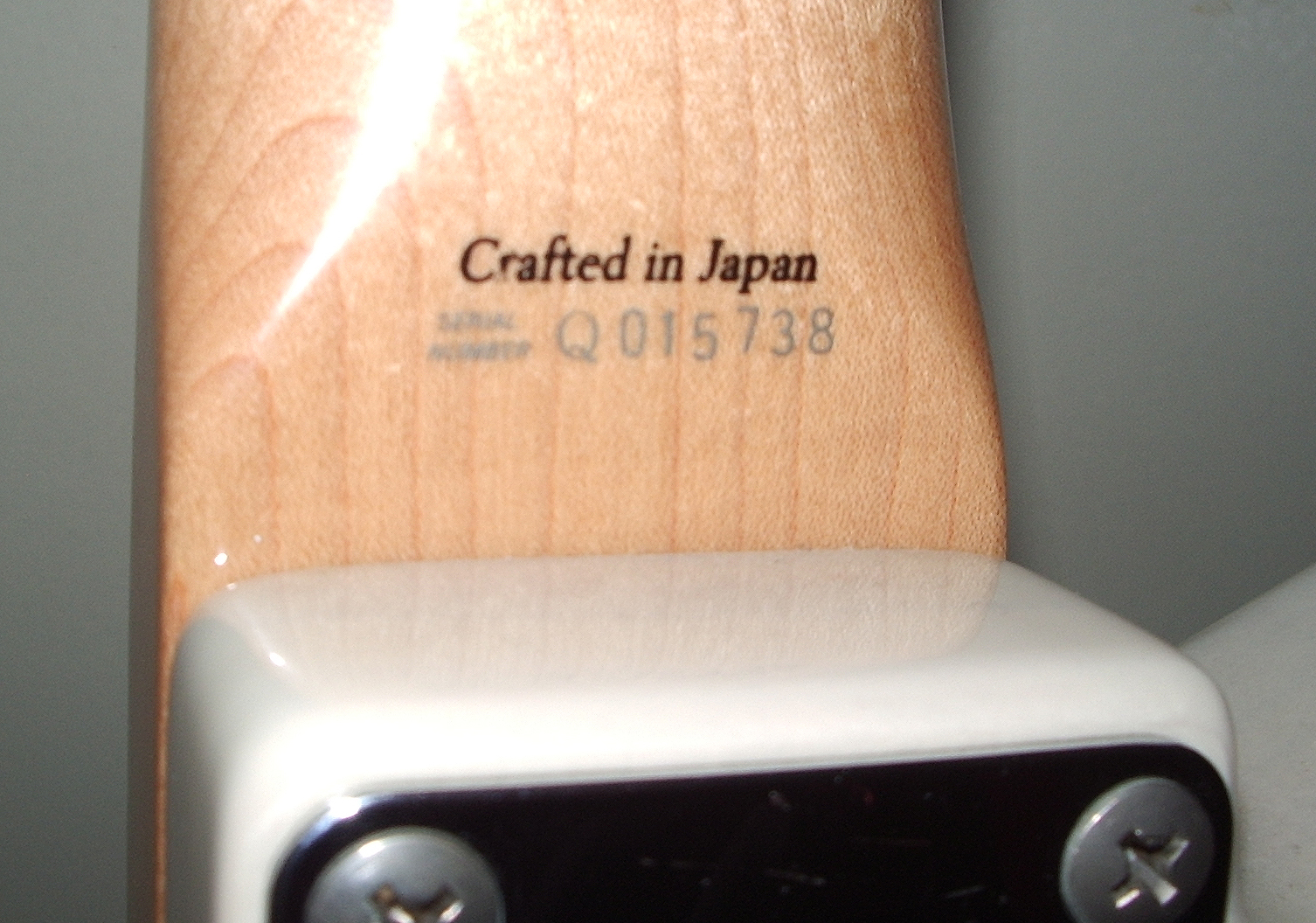
1997年以降のシリアルナンバー

1970年代以降、日本の楽器市場でフェンダーギターのコピー商品が出回り始めた。フェンダー社はその主な製造先であった東海楽器製造に対して訴訟を起こし、製品の販売停止に追い込むなどの対抗手段が取られたが、価格の面でコピー商品を完全に駆逐することができなかった。そのため、最終手段として自身も日本に製造拠点をおいて低価格なギターを販売することにし、1982年に当時の国内代理店であり筆頭株主でもあった神田商会の仲介の元、アイバニーズやグレコなどの下請け製造をしていた富士弦楽器製造（現フジゲン）とフェンダーの共同子会社のフェンダー・ジャパン株式会社を設立した。この時、当時の筆頭株主であった山野楽器と神田商会も共に共同出資を行い、ホテルグランドパレスにて設立発表も行われた。
設立後は富士弦楽器製造が製造担当となり、国内向け廉価版シリーズを「スクワイア（組み立てはダイナ楽器）」、ワンランク上の製品を「フェンダー・ジャパン」のブランドの元で販売開始。設立当初のフェンダー社の計画は、日本国内のコピー品の駆逐とスクワイアブランドの廉価品をアメリカ国内を含む海外で販売を行うことを目的としたものだった。
しかし、1985年にCBSがフェンダー社を売却し、当時社長であったビル・シュルツが経営権を買収したが工場は含まれなかった為、製造拠点を失っている。その為、新工場が設立されるまでの間、日本のフジゲンが製造した製品がフェンダー製品として世界中で販売された。海外向けのスクワイア（1983年 - 1987年）および、Fender USA Vintage re-issue series（1987年まで）の製造は、フジゲンによるものである。バブル崩壊後には、フェンダー・メキシコなどの設備投資で大きな負債を抱えていたフジゲンが、1997年にフェンダーメキシコ社と共にフェンダー・ジャパン社を売却。完全子会社化したフェンダーはフェンダー・メキシコ社のみを残し、フェンダー・ジャパンはスクワイアへと統合され幕を閉じた。

### 神田商会ブランド(1997年-2015年3月)
フェンダー・ジャパンが解散後、代理店であり株主でもあった神田商会が新たなビジネスとして1997年中にフェンダーから商標のコピーライセンスの使用許諾を得て、『フェンダー・ジャパン』を自社のプライベートブランドとして再興させた。開業当初は東海楽器製造や寺田楽器、アトランシアなどの外注で木工などの製造を行い、当時自社ブランドなどの楽器組み立て工場として持っていた子会社のダイナ楽器で組み込みをし販売をするというスタイルであった。その後、2007年にダイナ楽器が設備投資を行い木材加工も可能にし、自社生産のものを『Made in Japan』と刻印するようになった。2008年には完全に自社グループ内で製造するようになった。両者を見分けるポイントはシリアルナンバーであり、フェンダー子会社時代のフジゲン製造のものは「MADE IN JAPAN」、神田商会ブランド以降は木材加工などの製造が外注で組み込みがダイナ楽器のものは「CRAFTED IN JAPAN」、完全にダイナ楽器が製造しているものは「MADE IN JAPAN」表示となっている。アメリカの本家フェンダーには存在しないオリジナルモデルや生産が終了したモデル、マーカス・ミラー、リッチー・コッツェン、イングヴェイ・マルムスティーンなどのアーティストモデル、ムスタング、スティールギター等のマニアックな復刻モデルの発売など、日本独自やニッチな市場にも向けた商品展開が特徴のひとつである。
2015年3月20日、同年4月にフェンダーが日本支社のフェンダーミュージック株式会社を立ち上げたのに伴い、神田商会とのライセンス契約を3月31日をもって終了し、同時に「Fender Japan」ブランドの終了が発表された。

### フェンダーミュージック株式会社(2015年4月-)
以前からフェンダーの下請け会社でもあったダイナ楽器によるフェンダージャパンの生産ラインは、フェンダーのジャパン・エクスクルーシブ・シリーズとして組み込まれ、4月から販売が開始された。しかしこれは過去にギブソンの製品の輸入代理店が山野楽器からギブソンジャパンに移行された時期と同様に、地方部の販売店のように大量の仕入れが困難な店舗や、他社のコピーモデルを販売している店舗には商品を卸さないという事例が多発しており、問題となっている。
同年7月22日、恵比寿ガーデンホールにて『Fender Launch Party』が開催され、フェンダーの楽器を愛用するアーティストが集結し、今後は輸入代理店を介さずにアメリカから直接日本に届けることが可能になったことを披露した。
2025年6月13日、軽音楽文化の発展と教育現場における実践的で持続可能な音楽環境の整備を目的に、応募のあった日本国内の中学校や高等学校の中から選定された学校の軽音楽部に対し、楽器・周辺機材（ギターやベース、アンプなど）の無償提供と現役ミュージシャンによる特別レッスンを実施するチャリティー・プログラム『Fender Youth Music Program』（フェンダー・ユース・ミュージック・プログラム）の始動を発表。

## フェンダー・ライセンスド・ブランド
現在フェンダーは海賊版対策として自社製品の下請け会社や元下請け会社などに限定して、自社のコピー品の製造をライセンスを与えることで認可している。
主な企業は以下の通り。
| ブランド              | 製造                               | 説明 |
| --------------------- | ---------------------------------- | --- |
| フェンダージャパン    | ダイナ楽器                         | 筆頭株主である神田商会のプライベートブランド。ギターやベースの販売。                                                                             |
| All Parts             | ダイナ楽器、Wildwood Manufacturing | アメリカの楽器関連パーツの卸売業者。フェンダー規格のネックやボディなどのリプレイスメントパーツの販売など。                                       |
| Mighty Mite           | コルト、ゴダン                     | アメリカの楽器関連パーツの卸売業者。フェンダー規格のネックやボディなどのリプレイスメントパーツの販売など。以前はワーモス製のものを仕入れていた。 |
| Stewart-MacDonald     | コルト、ゴダン                     | アメリカの楽器関連パーツの卸売業者。フェンダー規格のネックやボディなどのリプレイスメントパーツの販売など。                                       |
| B. Hefner Company     | 自社                               | スタインバーガーやエピフォン、ギブソンなども製造する下請会社。ネックやボディなどの販売。                                                         |
| ワーモス              | 自社                               | シャーベル初期やサドウスキー、ペンサなども製造する下請会社。ネックやボディなどの販売。                                                           |
| Musikraft             | 自社                               | 下請会社。ネックやボディなどの販売。 |
| Moses Carbon Graphite | 自社                               | スタインバーガーなども製造する下請会社。カーボンネックやボディなどの販売。                                                                       |

## 製造ギターなど
ここでは派生モデルも別のギターとして扱う。派生モデルが未編集の場合、元のモデルを参照。
過去に製造され現在は製造していないモデルも含む。Fender Musical Instruments Corporation Product List （英語）も参照。

### エレクトリック・ギター
| - ブロードキャスター - エスクワイヤー - テレキャスター - テレキャスター・シンライン - テレキャスター・デラックス - テレキャスター・カスタム - エリート・テレキャスター - セット・ネック・テレキャスター・ カントリー・アーティスト - バレット | - ストラトキャスター - (ザ・)ストラト - ストラトキャスター・エリート - ストラトキャスター・ウルトラ - ストラト XII - ストラト・エリート | - ジャズマスター - ジャガー - ミュージックマスター - デュオソニック - ムスタング - エレクトリック XII - コロナド XII - ブロンコ - LTD - モンテゴ II | - スウィンガー - カスタム - マーヴェリック - スターキャスター - プロディジー - パフォーマー - カタナ - リード - サイクロン - サイクロンII - トルネード |

### アコースティック・ギター
- アバロン
- ニューポーター
- マリブ
- レドンド
- ワイルド・ウッド
- キングマン

### エレクトリック・ベース
- プレシジョンベース
- ジャズベース
- ジャガーベース
- テレキャスターベース
- ミュージックマスター・ベース
- ムスタングベース
- ベース V
- ベース VI

## その他

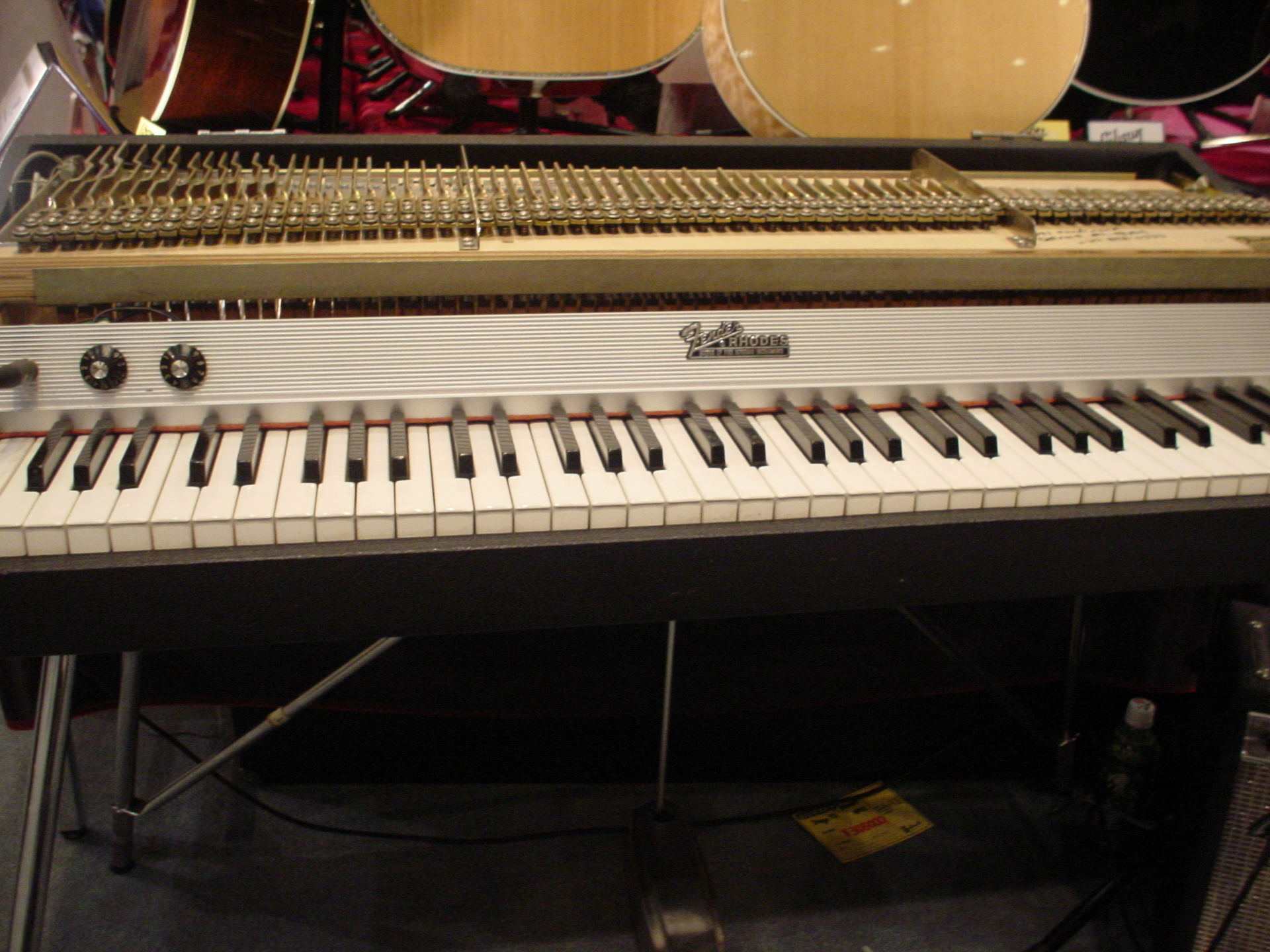
Fender Rhodes

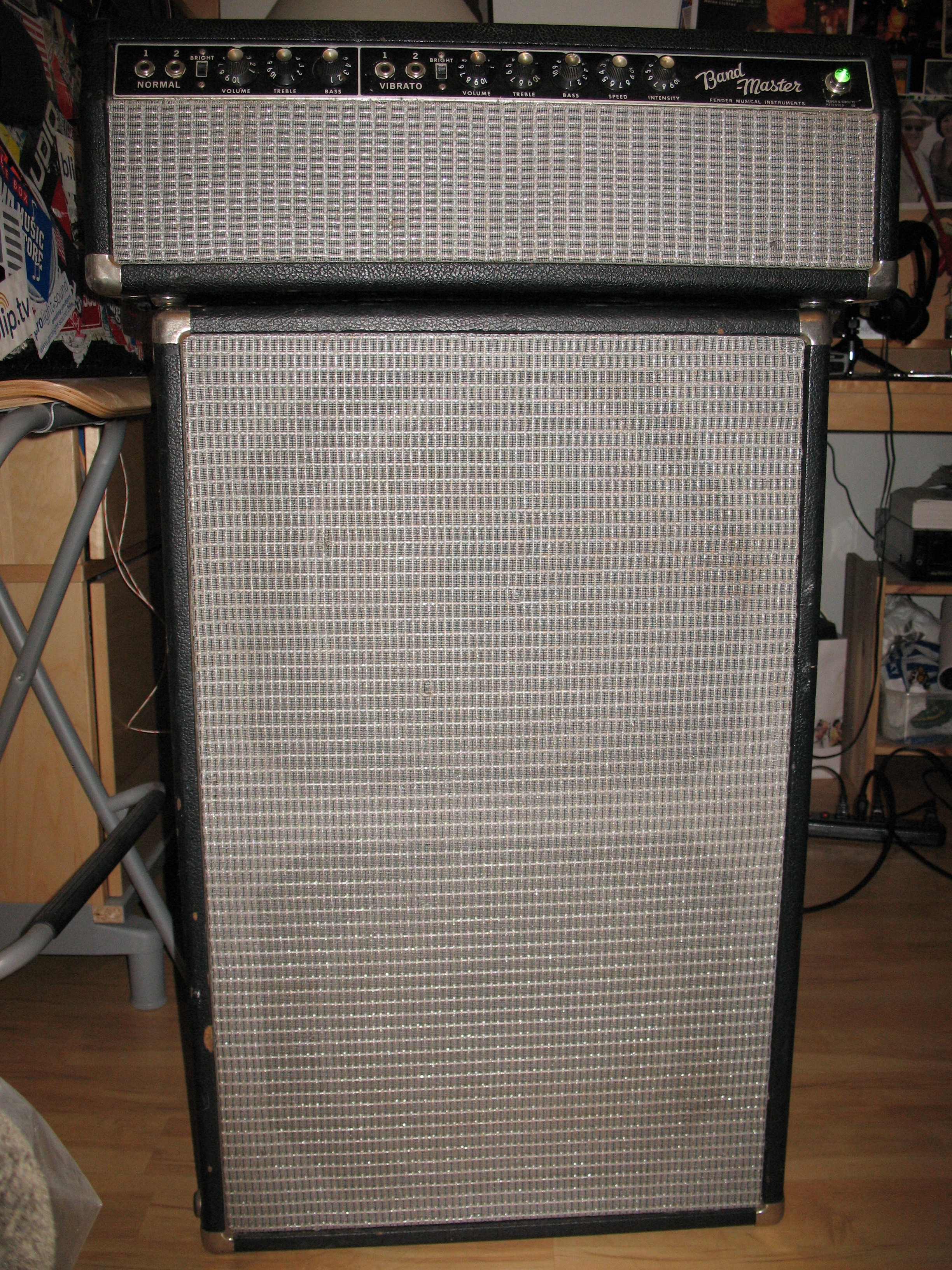
Fender Bandmaster

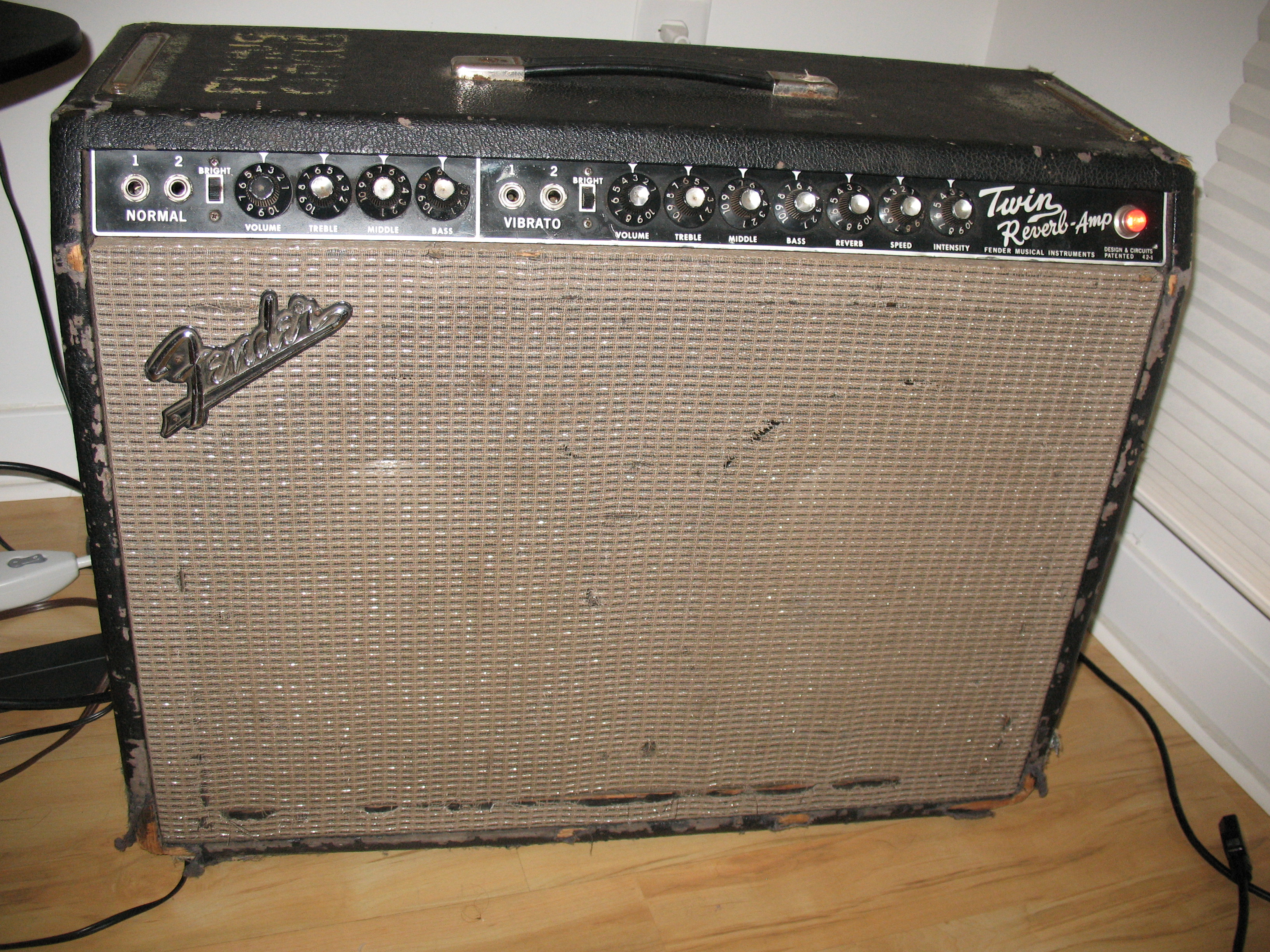
Fender Twin Reverb

### キーボード
- ローズ・エレクトリック・ピアノ

### 真空管型、ギター/ベース・アンプ
| - バンドマスター - バンドマスター・リヴァーブ - ブロンコ - チャンプ - ヴァイブロ・チャンプ - デラックス・リヴァーブ - ショウマン - デュアル・ショウマン - デュアル・ショウマン・リヴァーブ - スーパー・リバーヴ - スーパー・ツィン・リヴァーブ - ツィン・リヴァーブ | - ヴァイブロソニック - ヴァイブロソニック・リヴァーブ - ヴァイブロラックス - ヴァイブロラックス・リヴァーブ - ヴァイブロバーヴ - ベースマン 50 - ベースマン 100 - ベースマン 135 - スーパー・ベースマン - ミュージックマスター・ベースアンプ |

### エフェクター
- フェンダー・ブレンダー
- エレクトリック・エコー・チェンバー
- エコー・リヴァーブ

### イヤフォン・インイヤーモニター
Fenderは、2016年1月にインイヤーモニターメーカーであるAurisonics社を買収し、イヤフォン業界に参入した。
Aurisonics社は、2011年にDale Lottが創業。当時は従業員1名のみだったが、2014年時点で従業員25名規模となり、業務拡大に伴い本社も3倍のサイズの場所に移転している。当時の製品の特徴として、筐体は3Dプリンターを使用して成形し、塗装やドライバー等の組み込みも手作業で行っていた。複数のドライバーが組み込まれているIEM製品について、ネットワークを用いずに音響ダクト等を工夫し、チューニングでバランスを取っている。Fenderに買収された後もこれらの特徴は製品に引き継がれている。
創業者のDale LottはそのままFenderに移籍し、同社のイヤフォン開発を手掛けている。